# Нимания
Ниманиите (Nymania) са род растения от семейство Махагонови (Meliaceae).
Срещат се в Южна Африка. Плодът им е ягода.
Таксонът е описан за пръв път от Секстус Ото Линдбер през 1868 година.

## Видове
- Nymania capensis
- Nymania insignis